# Flint Town United F.C.
Flint Town United F.C. (wal. Clwb Pêl-droed Tref Y Fflint Unedig) – walijski klub piłkarski, mający siedzibę w mieście Flint, w północno-wschodniej części kraju, grający w rozgrywkach Cymru Premier.

## Historia
Chronologia nazw:
- 1886: Flint F.C.
- 1905: Flint Town F.C. – po fuzji z Flint UAC
- 1946: Flint Town United F.C. – po fuzji z Flint Athletic

Klub piłkarski Flint F.C. został założony w miejscowości Flint w 1886 roku. Klub osiągnął pierwszy sukces w sezonie 1890/91, kiedy dotarł do finału Welsh Amateur Cup, przegrywając z Wrexham Victoria F.C. 1:4. W 1893 klub był jednym z członków założycieli North Wales Coast League, w których wywalczył inauguracyjne mistrzostwa w sezonie 1893/94, pozostając niepokonanym w dwunastu meczach. Przez następne dwa sezony zespół zajmował drugie miejsce, po czym zrezygnował z ligi i dołączył do nowo utworzonej Flintshire League.
Na przełomie XIX i XX wieku miasto Flint miało trzy drużyny: Flint FC, Flint Athletic i Flint UAC (United Alkali Company) W 1905 roku Flint UAC i Flint F.C. połączyły się, przyjmując nazwę Flint Town F.C. W 1909 roku, jako członek Chester and District League, klub zdobył swój pierwszy duży puchar, pokonując Pwllheli 1:0 w finale  North Wales Amateur Cup. W sezonie 1910/11 występował w The Combination, ale w 2011 liga została rozwiązana.
Zespół dotarł do finału Pucharu Walii w 1925 roku, przegrywając 1:3 z profesjonalną drużyną Wrexham F.C. Od 1931 do 1932 trzykrotnie wygrał North Wales Amateur Cup. W latach 20. XX wieku klub występował w Welsh National League (North), zdobywając wicemistrzostwo w sezonie 1923/24. W 1930 roku dołączył do nowo utworzonej Welsh League, która działała w latach 1930–1935, zdobywając tytuł mistrzowski w sezonie 1933/34, strzelając 99 goli w zaledwie osiemnastu meczach. Między 1937 a 1949 rokiem, oprócz lat wojny, zespół występował w West Cheshire League.
Po zakończeniu II wojny światowej nastąpiła fuzja z Flint Athletic F.C., w wyniku czego klub w 1946 zmienił nazwę na Flint Town United F.C.. W sezonie 1946/47 zespół zajął drugie miejsce. W sezonie 1949/50 klub dołączył do Welsh League (North), a dwa lata wcześniej w finale 1947/48 zdobył Welsh Amateur Cup. W 1954 klub osiągnął najwyższy sukces, zdobywając Puchar Walii. W 1955, 1956 i 1957 również zostawał mistrzem Walii Północnej. W ciągu pięciu lat od tych złotych sezonów klub zajmował coraz niższe pozycji w lidze, a jego kulminacją była degradacja pod koniec sezonu 1961/62.
W latach 60. XX wieku klub grał w lokalnych ligach. W latach 70. i 80. klub przenosił się między różnymi ligami, stając się mistrzem Welsh Alliance League (D2) w sezonie 1988/89.
W 1990 roku nastąpiła transformacja walijskiej piłki nożnej wraz z utworzeniem dwóch nowych lig: Cymru Alliance, która powstała w celu połączenia drużyn grających w Welsh League (North), Welsh National League (Wrexham), Clwyd League i Mid-Wales League. Podczas gdy Południowa Walia połączyła swoje własne ligi w Welsh Football League Division One. Do 1992 na szczeblu centralnym nie prowadzono rozgrywek o mistrzostwo Walii. Wcześniej od 1945 istniały trzy regionalne ligi (północ, środek, południe), w których walczono o mistrzostwo regionu. Po utworzeniu League of Wales w 1992 roku Welsh Football League Division One razem z Cymru Alliance stała drugim poziomem rozgrywek w Walii.
W sezonie 1990/91 klub został pierwszym mistrzem Cymru Alliance, wygrywając także po raz pierwszy w historii North Wales Challenge Cup. Aby zakończyć wspaniały sezon, zespół pokonał mistrzów Południowej Walii Abergavenny 2:1, w jedynym nieligowym finale Walii. W następnym sezonie 1991/92 klub nie utrzymał tytuł mistrzowski, zajmując drugie miejsce.
W 1992 roku klub został jednym z założycieli League of Wales. Po sześciu latach gry na najwyższym poziomie, bez głównych sponsorów i utrzymania terenu, klub stracił swoje miejsce w League of Wales, zajmując trzecie miejsce od dołu w sezonie 1997/98, spadając z powodu zmniejszenia liczby drużyn w lidze.
W sezonach 2009/10 i 2018/19 plasował się na drugim miejscu, tuż za zwycięzcą, który otrzymywał awans do Welsh Premier League. Dopiero w sezonie 2019/20, po tym jak mistrz Prestatyn Town F.C. nie otrzymał licencji na grę na najwyższym poziomie, jako wicemistrz Cymru North, klub otrzymał promocję do Welsh Premier League.

## Barwy klubowe, strój
|  |  |  |

Klub ma barwy biało-czarno-czerwone. Zawodnicy domowe spotkania zazwyczaj grają w pasiastych pionowo biało-czarnych koszulkach, czarnych spodenkach oraz czerwonych getrach.

## Sukcesy

### Trofea międzynarodowe
Nie uczestniczył w rozgrywkach europejskich (stan na 31-05-2020).

### Trofea krajowe
| \| \| Zdobyte trofea w rozgrywkach Walii (stan na: 31-08-2020) \| |                                                          |      |                           |
| Rozgrywki                                                         | Osiągnięcie                                              | Razy | Sezon(y)                  |
| Mistrzostwo                                                       | I miejsce                                                | 0    |                           |
| Mistrzostwo                                                       | II miejsce                                               | 0    |                           |
| Mistrzostwo                                                       | III miejsce                                              | 0    |                           |
| Mistrzostwo                                                       | 4.miejsce                                                | 1    | 1993/94                   |
| Puchar                                                            | zdobywca                                                 | 1    | 1953/54                   |
| Puchar                                                            | finalista                                                | 1    | 1924/25                   |
| II liga                                                           | I miejsce                                                | 1    | 1988/89                   |
| II liga                                                           | II miejsce                                               | 3    | 2009/10, 2018/19, 2019/20 |
| II liga                                                           | III miejsce                                              | 0    |                           |
| Walia                                                             | Zdobyte trofea w rozgrywkach Walii (stan na: 31-08-2020) |      |                           |

- Cymru Alliance (liga regionalna):
  - mistrz (1x): 1990/91

- Welsh National League (North):
  - mistrz (3x): 1954/55, 1955/56, 1956/57

## Poszczególne sezony

### Rozgrywki międzynarodowe

#### Europejskie puchary
Nie uczestniczył w rozgrywkach europejskich.

### Rozgrywki krajowe
| \| Walia \| Bilans występów klubu w rozgrywkach piłkarskich Walii (Stan na 31 sierpnia 2020 r.) \| \| |                                                                                     |        |       |   |   |   |    |    |     |                      |        |        |      |
| Poziom                                                                                                | Rozgrywki                                                                           | Sezony | Mecze | Z | R | P | B+ | B– | Pkt | Lata                 | Awanse | Spadki | Naj. |
| I | Cymru Alliance/ League of Wales/ Cymru Premier                                      | 9      |       |   |   |   |    |    |     | 1990–1998, 2020–     | 0      | 1      | 4    |
| II | Welsh Alliance League/ Cymru Alliance/ Cymru North                                  | 25     |       |   |   |   |    |    |     | 1987–1990, 1998–2020 | 2      | 0      | 1    |
| | Puchar Walii                                                                        | 82+    |       |   |   |   |    |    |     | 1893–                | 0      | 0      | 1    |
| Walia                                                                                                 | Bilans występów klubu w rozgrywkach piłkarskich Walii (Stan na 31 sierpnia 2020 r.) |        |       |   |   |   |    |    |     |                      |        |        |      |

## Struktura klubu

### Stadion
Klub piłkarski rozgrywa swoje mecze domowe na stadionie Essity w Flint o pojemności 1000 widzów (250 miejsc siedzących).

### Derby
- Gap Connah's Quay F.C.
- Holywell Town F.C.